# Modenapark

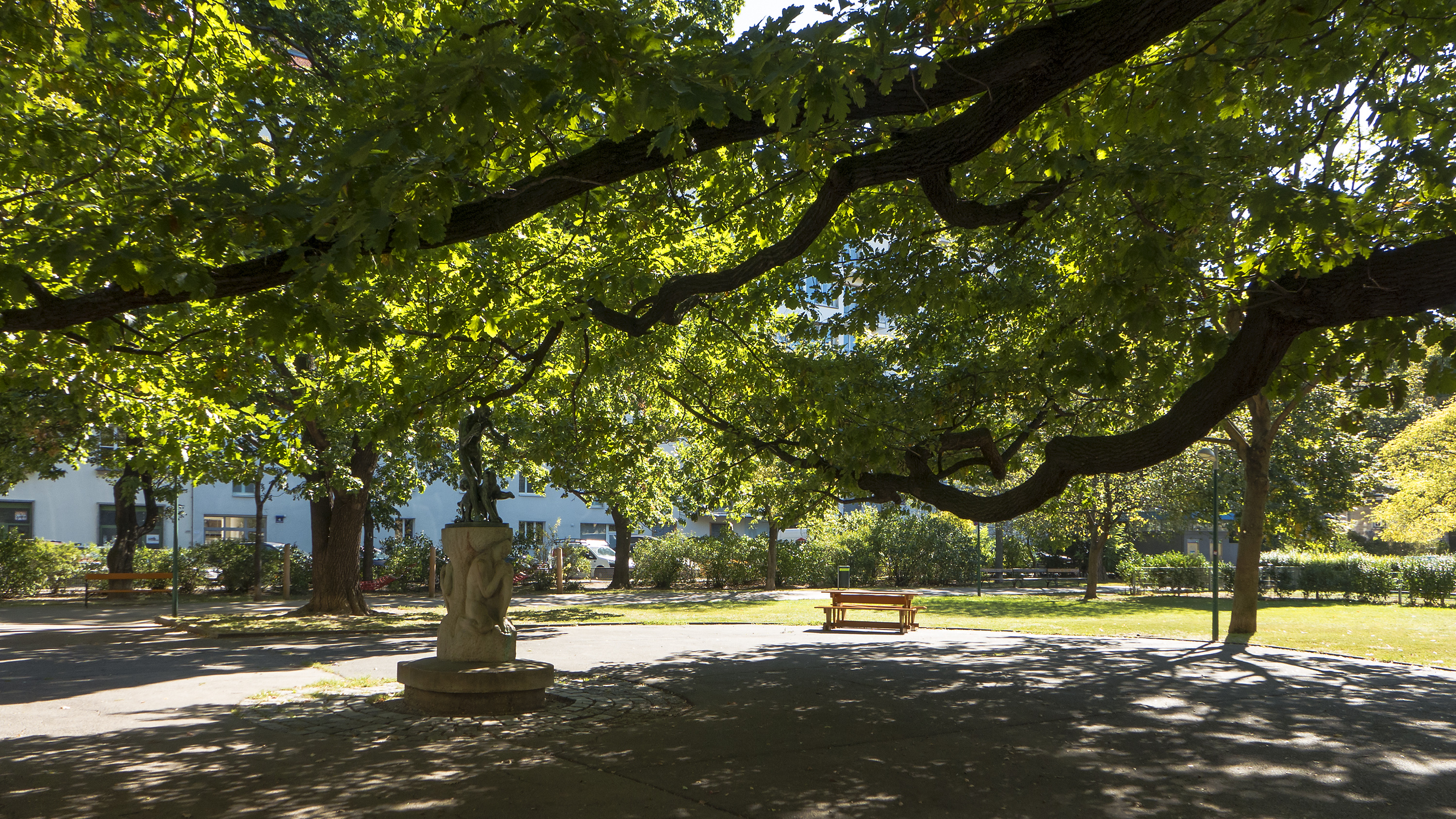
Modenapark

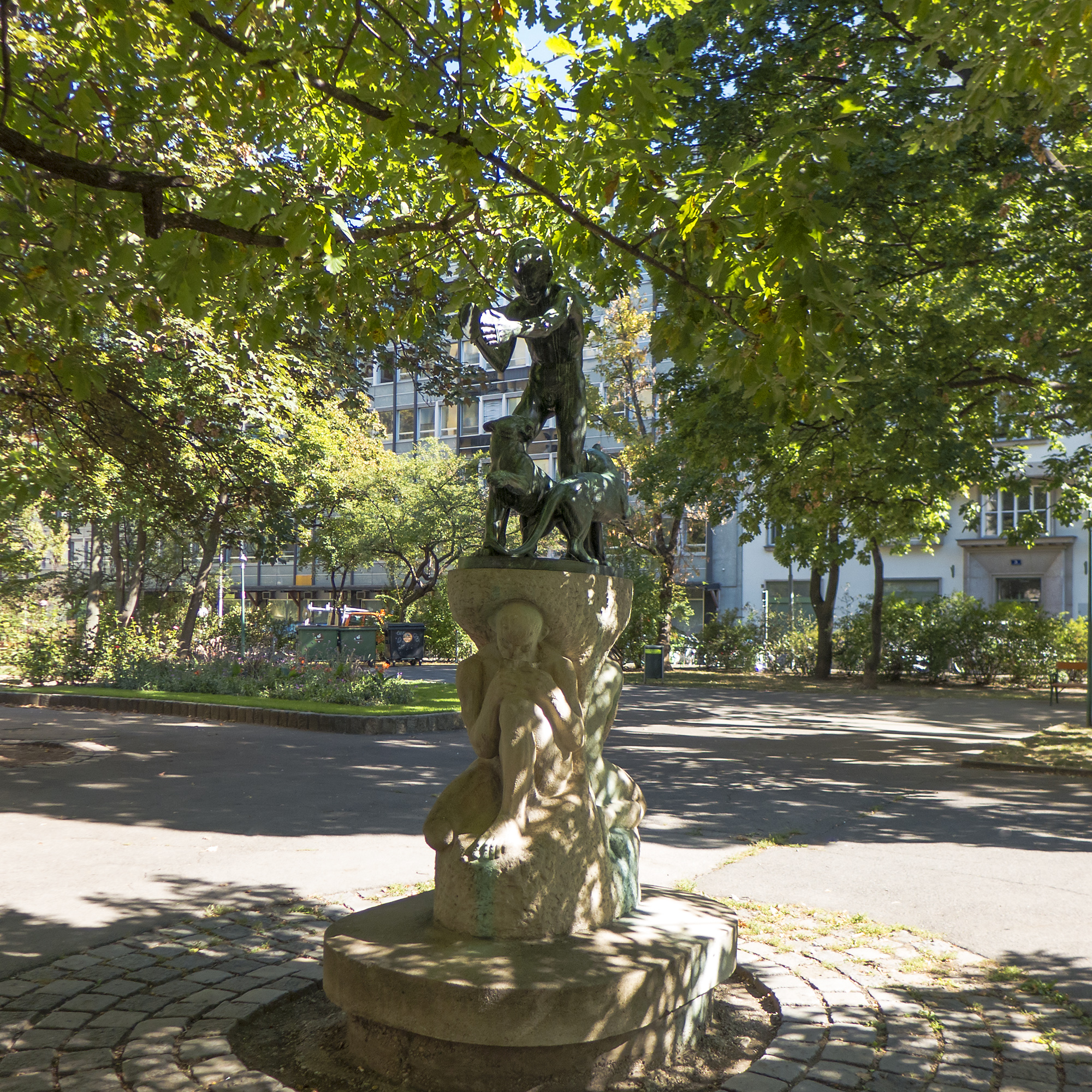
Knabe mit Panthern („Scherzogruppe“)

Der Modenapark (Aussprache: [mɔˈdeːna-]) ist eine etwa 8.000 m² große Parkanlage im 3. Wiener Gemeindebezirk Landstraße.

## Geschichte
Vor 1700 wurde der Park als Ziergarten angelegt. Er war 1698 im Eigentum von Franz Stockhammer († 1721), kaiserlichem Leibmedikus, kam 1755 an den Hofkammerrat Dominik Freiherrn von Harrucker (1697–1775) und 1786 wieder an die nunmehr gräfliche Familie Stockhammer. 1806 gelangte die Anlage aus dem Eigentum von Eleonore Fürstin von Liechtenstein (1745–1812) an Erzherzog Ferdinand (1754–1806) und dessen Gemahlin Beatrix d’Este von Modena (1750–1829), und im Mai des Jahres wurde von k.k. Kameral-Baumeister Franz Wipplinger (1760–1812) namens der Erzherzogin um die Baubewilligung für ein neues Wohnhaus angesucht (dessen Architekt ungenannt blieb). Erzherzogin Beatrix bezog und nutzte den Gartenpalast in der (bis 1862 bestehenden) Rabengasse (heute: Beatrixgasse 29/Grimmelshausengasse 1) als Witwensitz.
Erzherzog Franz V. von Österreich-Este (1819–1875) zog sich nach dem Verlust des Herzogtums Modena 1859 nach Wien zurück und begründete 1863 den letzten großen Um- und Ausbau der Liegenschaft, dies mit der Absicht, dem Gartenpalais den Charakter eines städtischen Palastes zu verleihen. Von 1875 bis 1914 blieb das Haus Witwensitz für Adelgunde Auguste Prinzessin von Bayern (1823–1914), nach deren Ableben war es kommunales Eigentum und wurde 1916 als Palais Modena abgerissen, die Liegenschaft samt Gartenanlage städtebaulich parzelliert.
Aus dem Rest des Gartens wurde 1926 der Platz angelegt, der vor dem Bau des Richard-Strauss-Hofes (einem Gemeindebau aus dem Jahr 1953) bis an die Strohgasse reichte. Die Bauten um den Modenapark (besonders an der Ostseite) sind eines der wenigen Beispiele eines Ensembles nichtkommunaler Wohnbauten aus der Zwischenkriegszeit (Modenapark-Viertel).
Den Mittelpunkt des Platzes bildet die 1915 von Josef Müllner (1879–1968) geschaffene Skulpturengruppe „Knabe mit Panthern“ (so genannte Scherzogruppe), die 1948 von ihrem ursprünglichen Aufstellungsort im Arenbergpark hierher verlegt wurde.